# Israel Amir

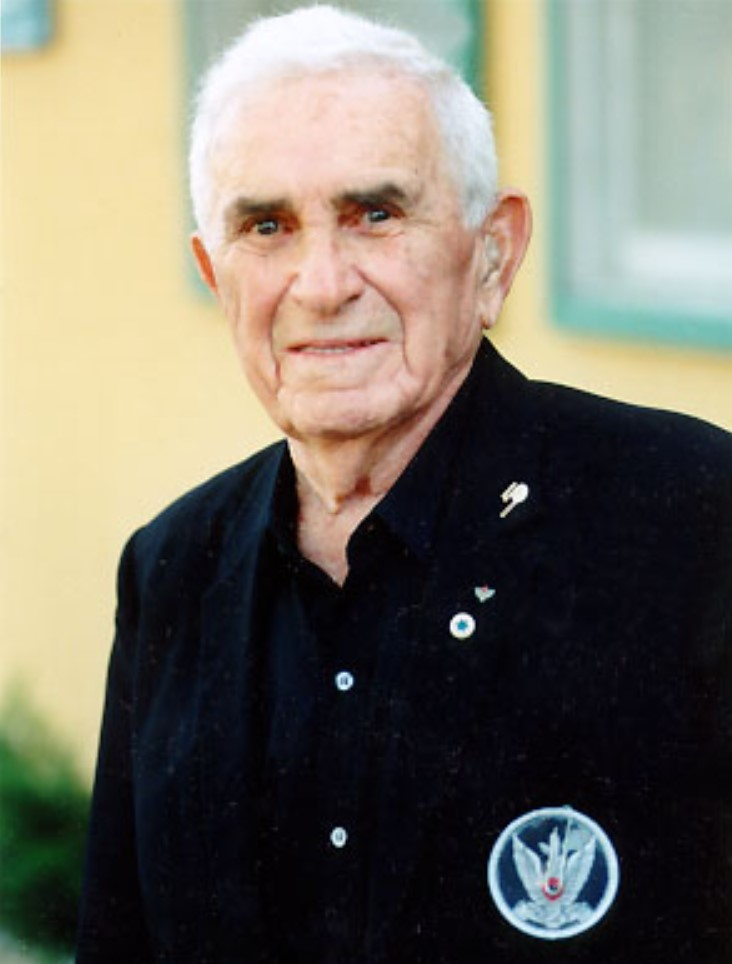
Israel Amir (1997)

Israel Amir (hebräisch ישראל עמיר; * 11. November 1902 in Vilnius, Russisches Kaiserreich; † 1. November 2002 in Tel Aviv, Israel) war ein Aluf der israelischen Luftwaffe und ihr erster Kommandeur.

## Leben
Amir wurde in Vilnius geboren und wanderte 1923 in das britische Mandatsgebiet Palästina aus. Er wurde Mitglied der Hagana, einer paramilitärischen Untergrundorganisation jüdischer Siedler, und stieg bis zum Kommandeur der Sherut Avir, dem Luftverband der Hagana, auf. Er war u. a. vom Arabischen Aufstand betroffen. Im Mai 1948 wurde Amir, der nie selbst Pilot war, zum Kommandeur der neuen israelischen Luftwaffe, die er im Palästinakrieg führte. Im Juli 1948 endete seine Dienstzeit. Seine militärische Karriere beendete er 1969. Er war danach Vizepräsident des israelischen Ambulanzvereinigung.
Heute ist eine Straße in Herzlia nach Amir benannt.